# Nicolao Dumitru
Nicolao Dumitru, född 12 oktober 1991 i Nacka, är en italiensk fotbollsspelare som spelar för PSS Sleman. Dumitru har även rumänskt medborgarskap.

## Karriär
Nicolao Dumitru inledde sin seniorkarriär med ett inhopp för sin klubba Empoli i Serie B säsongen 2008-2009. Han gjorde även en match den följande säsongen. 
31 augusti lämnade Dumitru Empoli för Serie A-klubben Napoli. Han spelade totalt nio matcher för klubben säsongen 2010-2011, de flesta som inhoppare.
I juli 2011 återvände Dumitru till Empoli på ett säsongslångt lån. Han gjorde mål i sin första match mot Juve Stabia 27 augusti. Efter säsongen återvände Dumitru till Napoli.
23 juli 2012 annonserades det att Dumitru återigen lånades ut. Den här gången till Serie B-nykomlingen Ternana. Efter ett halvår med Ternana där han mestadels fått agera inhoppare flyttade Dumitru i januari 2013 till Serie B-konkurrenten Cittadella.

## Personligt
Nicolao Dumitru föddes i Nacka med en rumänsk pappa och en brasiliansk mamma. 1998, när Dumitru var sju år, flyttade familjen till Empoli.